# Gare de Blonville-sur-Mer - Benerville
Gare de Blonville-sur-Mer - Benerville vasútállomás Franciaországban, Blonville-sur-Mer településen.

## Vasútvonalak
Az állomást az alábbi vasútvonalak érintik:
- Mézidon-Trouville-Deauville-vasútvonal

## Kapcsolódó állomások
A vasútállomáshoz az alábbi állomások vannak a legközelebb:
- Gare de Villers-sur-Mer
- Gare de Trouville - Deauville